# 천지인 (밴드)
천지인은 대한민국의 락 밴드이다.
1993년 1집 <민중음악의 신세대>로 데뷔했으며, 당시 민중가요에 락을 시도해 화제가 되었다. 1997년 2집이자 첫 합법 음반인 <이집(離集)>을 발표했으며, 1998년 3집 <밤바다>를 발표했다. 기존의 행진곡풍/발라드풍의 민중가요에 락을 시도함으로써 민중가요에 새로운 발자취를 남겼고, 이는 다른 민중가수들에게 큰 영향을 끼쳤다.

## 활동
천지인의 데뷔 이전, 대한민국의 민중가요계는 대개 행진곡풍 노래나 포크/발라드 위주였다. 그러나 1980년대 말부터 대중가요계가 변화를 맞이하기 시작했고, 민중가요계도 이에 따라 변화를 모색했다.
1993년 1집 <민중음악의 신세대>로 데뷔했다. 당시 사전심의를 거부하고 불법음반으로 발매되었으나, 당시 민중가요계에서는 생소하던 락을 시도해 큰 화제를 모았다. 수록곡의 하나인 <열사가 전사에게>의 경우, 발라드도 행진곡도 아닌 모호한 장르의 노래를 락으로 소화해냈다. 1집의 보컬은 권민혁이었으며, 그는 1집 이후 성대 이상으로 가수 활동을 중단했다.
1997년 8월 2집이자 첫 합법 음반인 <이집(離集)>을 발표했다. 포크 락 위주의 1집과는 달리, 2집에서는 하드 락, 락 발라드, 펑키 록, 프로그레시브 메탈 등 비교적 다양한 장르를 시도했다. 검문현장의 풍경을 그린 <검문>, 명예퇴직을 그린 <명태> 등을 수록했다.
이후 1998년 3집 <밤바다>를 발표했고, 2004년 3.5집 <Since 1993... One>, 2007년 4집 <외눈박이>를 발표했다.

## 앨범
- 1집 <민중음악의 신세대> (1993)
- 2집 <이집(離集)> (1997)
- 3집 <밤바다> (1998)
- 3.5집 <Since 1993... One> (2004)
- 4집 <외눈박이> (2007년)

## 구성원
구성원은 다음과 같다.
- 김정은(키보드)
- 엄광현(보컬)
- 현상익(드럼)
- 문성억(기타)
- 허훈(베이스)
- 권민혁(前 보컬, 현재는 학원강사)